# Делайл, Грей
Э́рин Грей Ван У́сбри (англ. Erin Grey Van Oosbree, род. 24 августа 1973, Форт-Орд, Калифорния), наиболее известная как Грей Дела́йл (англ. Grey DeLisle) и Грей Гриффин (англ. Grey Griffin) — американская актриса озвучивания, сценаристка, певица и автор песен.

## Ранние годы
Эрин Грей Ван Усбри родилась в Форт-Орде (штат Калифорния, США) в семье ныне разведённых водителя грузовика и певицы с ирландскими и норвежскими корнями. Была воспитана бабушкой-певицей Эвой Флорес Рут.

## Карьера
Грей начала свою карьеру в 1996 году. Озвучивала афганскую борзую Джилл в мультсериале «Секретные материалы-псов шпионов», впоследствии стала известна как голос Азулы из «Аватар:Легенда об Аанге», с Грей рисовали внешность данного персонажа.Также иногда озвучивала женские роли в мультсериале «Луни Тюнз Шоу» и  сварливую девушку шатенку в «Обычном шоу» и мать Дездемоны там же. Частично известна как актриса подобных вышеупомянотуму мультфильмов и как актриса Nickelodeon Animation. С ранних лет работы на Nickelodeon сотрудничала с Кристиной Пучелли и в это же время взяла роль Дафни из Скуби-Ду после суицида от выстрела пистолетом Мэри Кэй Бергман и обучалась у неё актёрскому искусству. Также состояла в различных группах в конце 90-х.
10 ноября 2019 года продюсеры «Симпсонов» объявили, что Делайл заменит Расси Тейлор в качестве голоса Мартина Принса, Шерри и Терри после смерти Тейлор в июле 2019 года.

## Личная жизнь
C 1992 по 1993 год Грей была замужем за Кристофером Делайлом. Развелась с непреднамеренно наивно и часто рассказывала что случилось это от  сознания о мухлеже в игре "Scrabble" со стороны Грей, так как она подумала что муж спрашивает об измене.
С 2002 по 2010 год Грей была замужем за музыкантом Марри Хэммондом, от которого у неё есть сын — Текс Хэммонд, родившийся 31 января 2007 года. С 2018 по 2020 год Текс озвучивал Линкольна Лауда в мультсериале «Мой шумный дом».
С 2012 по 2017 год Грей была замужем за Джаредом Гриффином, от которого у неё есть двое детей — сын Гэрлен Рой Гриффин, родившийся 7 августа 2014 года, и Марипоса «Поузи» Рут Гриффин, родившаяся 17 декабря 2016 года.

## Избранная фильмография
| Год          |    | Русское название                                           | Оригинальное название                                      | Роль                                                             |
| ------------ | -- | ---------------------------------------------------------- | ---------------------------------------------------------- | ---------------------------------------------------------------- |
| 2002—2006    | мс | Что новенького, Скуби-Ду?                                  | What’s New, Scooby-Doo?                                    | Дафна Блейк                                                      |
| 2004—2006    | мс | Брэнди и Мистер Вискерс                                    | Brandy & Mr. Whiskers                                      | Джоуи                                                            |
| 2004         | ки | Star Wars: Knights of the Old Republic II – The Sith Lords | Star Wars: Knights of the Old Republic II – The Sith Lords | Служанка                                                         |
| 2006—2008    | мс | Аватар: Легенда об Аанге                                   | Avatar: The Last Airbender                                 | Азула                                                            |
| 2007—2008    | мс | Эль-Тигре: Приключения Мэнни Риверы                        | El Tigre: The Adventures of Manny Rivera                   | Фрида Суарес                                                     |
| 2008         | мф | Вольт                                                      | Bolt                                                       | мама Пенни                                                       |
| 2008—2011    | мс | Могучая Би                                                 | The Mighty B!                                              | Поршия Гиббонс                                                   |
| 2010         | мф | Том и Джерри: Шерлок Холмс                                 | Tom and Jerry Meet Sherlock Holmes                         | Рэд, певичка                                                     |
| 2010         | ки | Bayonetta                                                  | Bayonetta                                                  | Жанна                                                            |
| 2010—2013    | мс | Скуби-Ду: Мистическая корпорация                           | Scooby-Doo! Mystery Incorporated                           | Дафна Блейк                                                      |
| 2010—2015    | мс | Турбо-Агент Дадли                                          | T.U.F.F. Puppy                                             | Киска Каратистка                                                 |
| 2012         | ки | Diablo III                                                 | Diablo III                                                 | Чародейка                                                        |
| 2012         | ки | PlayStation All-Stars Battle Royale                        | PlayStation All-Stars Battle Royale                        | Кармелита Фокс                                                   |
| 2013         | ки | Sly Cooper: Thieves in Time                                | Sly Cooper: Thieves in Time                                | Кармелита Фокс                                                   |
| 2013—2014    | мс | Аватар: Легенда о Корре                                    | The Legend of Korra                                        | Минь-Хуа, Молодая Лин Бейфонг, Жена Куона, Лили, Дух чёрный паук |
| 2013—2016    | мс | Санджей и Крейг                                            | Sanjay and Craig                                           | Дарлин Пател, Сэнди, Скэбс, Бренда Диксон, бабушка Гектора       |
| 2014         | ки | Bayonetta 2                                                | Bayonetta 2                                                | Жанна                                                            |
| 2014         | мф | Книга жизни                                                | The Book of Life                                           | бабушка Маноло                                                   |
| 2015         | ки | Minecraft: Story Mode                                      | Minecraft: Story Mode                                      | Эллегаард редстоун-инженер (Элли)                                |
| 2015         | мс | Харви Бикс                                                 | Harvey Beaks                                               | Вышибала                                                         |
| 2015         | ки | Lego Dimensions                                            | Lego Dimensions                                            | Дафна Блейк                                                      |
| 2015 — н. в. | мс | Звёздная принцесса и силы зла                              | Star vs. the Forces of Evil                                | Королева Баттерфлай, Джеки Лин Томас и другие                    |
| 2015 — н. в. | мс | Будь классным, Скуби-Ду!                                   | Be Cool, Scooby-Doo!                                       | Дафна Блейк                                                      |
| 2015—2017    | мс | Семейка Крудс. Начало                                      | Dawn of the Croods                                         | Гип                                                              |
| 2016 — н. в. | мс | Мой шумный дом                                             | The Loud House                                             | Лана Лауд, Лола Лауд, Лили Лауд и другие                         |
| 2017         | ки | Injustice 2                                                | Injustice 2                                                | Женщина-кошка                                                    |
| 2021 — н. в. | мс | Неуязвимый                                                 | Invincible                                                 | Уменьшающаяся Рэй, Аманда                                        |
| 2021 — н. в. | мс | Джинджи                                                    | Ginji                                                      | Леди-волчица, Нигиста                                            |
| 2021         | мф | Мой шумный дом: фильм                                      | The Loud House Movie                                       | Лана Лауд, Лола Лауд, Лили Лауд, Скутс                           |
| 2022         | мф | Удача                                                      | Luck                                                       | Миссис Ривера, Сирша, Начальница склада пенни и другие           |
| 2022         | мс | Легенда о Vox Machina                                      | The Legend of Vox Machina                                  | Делайла Брайарвуд                                                |

## Дискография
| Год выпуска | Название           | Жанр        | Лейбл                                   |
| ----------- | ------------------ | ----------- | --------------------------------------- |
| 2000        | The Small Time     | кантри      | Hummingbird Records                     |
| 2002        | Homewrecker        | кантри      | Hummingbird Records                     |
| 2003        | Bootlegger Vol.1   | рок, кантри | Hummingbird Records                     |
| 2004        | The Graceful Ghost | кантри      | Sugar Hill Records, Hummingbird Records |
| 2006        | Iron Flowers       | кантри      | Sugar Hill Records                      |